# Satoshō
Satoshō (jap. 里庄町 Satoshō-chō) – miasto w Japonii, na wyspie Honsiu, w prefekturze Okayama. Według danych na rok 2020 miejscowość zamieszkiwało 10 950 mieszkańców , a gęstość zaludnienia wyniosła 895,3 os./km².